# Polygaloides munbyana
Polygaloides munbyana är en jungfrulinsväxtart som först beskrevs av Pierre Edmond Boissier och Reut., och fick sitt nu gällande namn av Otto Karl Anton Schwarz. Polygaloides munbyana ingår i släktet Polygaloides och familjen jungfrulinsväxter. Inga underarter finns listade i Catalogue of Life.